# Тейт, Кассандра
Кассандра Тейт (англ. Cassandra Tate; род. 11 сентября 1990, Хэммонд, США) — американская легкоатлетка, спринтер. Бронзовый призёр чемпионата мира (2015) в беге на дистанции 400 метров с барьерами.

## Спортивная карьера
В 2014 году в составе сборной США выиграла золотую медаль на Чемпионате мира в помещении в эстафете 4×400 метров.

### Чемпионат мира 2015
Принимала участие в Чемпионате мира 2015. Выступала в беге 400 метров с барьерами. В предварительном раунде пришла на финиш первой, показав результат 54,27 секунды. Вышла в полуфинал. В полуфинальном забеге снова пришла первой. Результат — 54,33 секунды. Вышла в финал. В финале пришла к финишу третьей и завоевала бронзовую медаль. Результат — 54,02 секунды. Победителем стала чешка Зузана Гейнова, пробежавшая дистанцию за 53,50 секунды.

## Личные рекорды

### На открытом воздухе
| Дисциплина        | Время (сек) | Город, страна  | Дата           | Прим. |
| ----------------- | ----------- | -------------- | -------------- | ----- |
| 200 м             | 23,68       | Темпе, США     | 11 апреля 2009 |       |
| 400 м             | 52,51       | Батон-Руж, США | 18 апреля 2015 |       |
| 400 м с барьерами | 54,01       | Юджин, США     | 28 июня 2015   |       |

### В помещении
| Дисциплина | Время (сек) | Город, страна   | Дата            | Прим. |
| ---------- | ----------- | --------------- | --------------- | ----- |
| 200 м      | 23,37       | Фейетвилл, США  | 28 февраля 2010 |       |
| 400 м      | 52,40       | Альбукерке, США | 23 февраля 2014 |       |

## Достижения
| Год  | Соревнование                    | Город, страна | Место | Дисциплина        | Время (с) |
| ---- | ------------------------------- | ------------- | ----- | ----------------- | --------- |
| 2014 | Чемпионат мира в помещении 2014 | Сопот, Польша | 1     | Эстафета 4×400 м  | 3.24,83   |
| 2015 | Чемпионат мира 2015             | Пекин, Китай  | 3     | 400 м с барьерами | 54,02     |